# Myzus obtusirostris
Myzus obtusirostris är en insektsart. Myzus obtusirostris ingår i släktet Myzus och familjen långrörsbladlöss. Inga underarter finns listade i Catalogue of Life.